# Gerolamo Induno

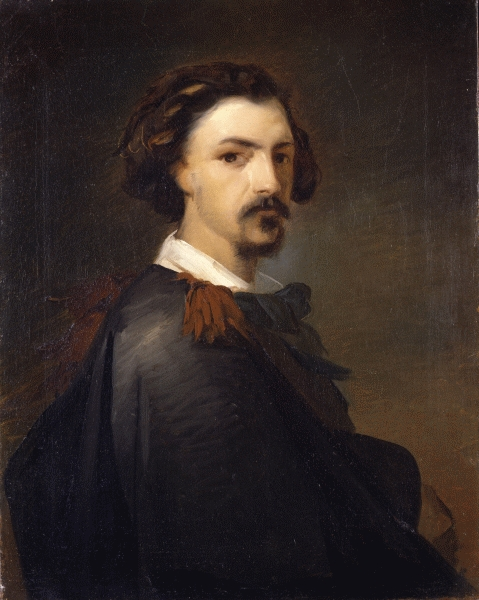
Gerolamo Induno, självporträtt.

Gerolamo Induno, född den 13 december 1825 i Milano, död där den 18 december 1890, var en italiensk målare. Han tillhörde samma släkt som Domenico Induno.
Induno var med bland Roms försvarare under Garibaldi 1848 och ägnade sig åt måleriet, när han tillfrisknat efter de sår han då erhöll. Han ägnade sig mest åt framställning av scener ur soldatlivet, och han väckte först uppseende i Paris 1855 med några små bilder av Garibaldis följeslagare. Vid 1878 års världsutställning i Paris uppträdde han mest med genrebilder ur det vanliga livet, som Antikvitetsälskare, Emigranter med flera, för vilka medalj tillerkändes honom.